# Zhao Fengting
Zhao Fengting (赵凤婷S, Zhào FèngtíngP; ...) è una mezzofondista cinese.

## Biografia
Detiene il record mondiale per quanto riguarda la staffetta su strada, stabilito il 28 febbraio 1998 a Pechino, Cina, il tempo fu di 2h11'41". Nell'occasione i componenti della squadra furono Jiang Bo, Dong Yanmei, Ma Zaijie, Lan Lixin e Lin Na.